# Ярета
Ярета (лат. Azorella compacta) — вид крошечных цветковых растений из рода Азорелла семейства Зонтичные.
Произрастает в Южной Америке в Андах, к северу от Чили и к западу от Аргентины на высотах 3200—4500 метров над уровнем моря. Жизненная форма растений этого вида — растение-подушка. Скорость роста составляет максимум 2 сантиметра в год. Листья покрыты воском. Хорошо горит. Охраняется законом в четырёх странах. 

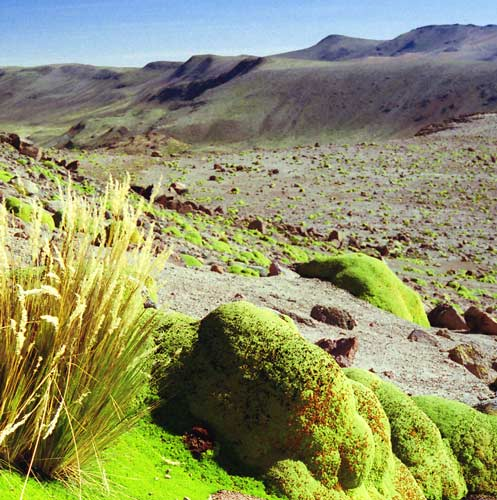
Подушки яреты в Перу
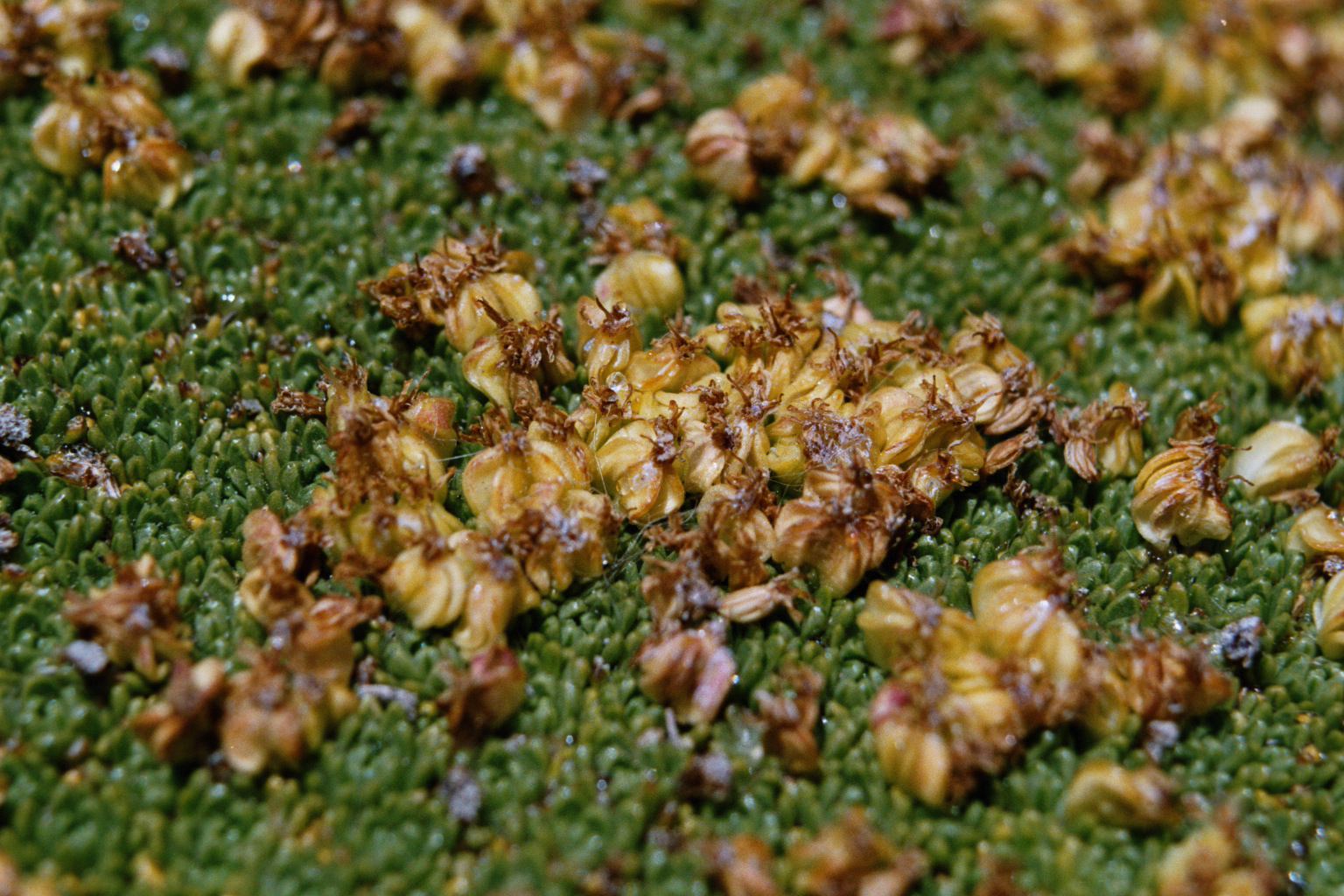
Ярета крупным планом